# Mid Point Station
Mid Point Station är en forskningsstation i Antarktis. Den ligger i Östantarktis. Australien gör anspråk på området. Mid Point Station ligger 2 544 meter över havet.
Terrängen runt Mid Point Station är huvudsakligen en högslätt. Mid Point Station ligger uppe på en höjd. Mid Point Station är den högsta punkten i trakten. Trakten är obefolkad. Det finns inga samhällen i närheten.